# Mickey varázslatos karácsonya: Hórabság az Egértanyán
A Mickey varázslatos karácsonya: Hórabság az Egértanyán (eredeti cím: Mickey's Magical Christmas: Snowed in at the House of Mouse) 2001-ben készült amerikai 2D-s számítógépes animációs film, amely a Mickey egér klubja című televíziós animációs sorozat  spin-off-ja alapján készült a két hagyományos rövid rajzfilmmel. Az animációs játékfilm rendezői Tony Craig, Roberts Gannaway és Rick Schneider-Calabash, producere Melinda Dilger. A forgatókönyvet Kevin Campbell írta, a zenéjét Jason Oliver szerezte. A videofilm a DisneyToon Studios gyártásában készült, a Walt Disney Home Video forgalmazásában jelent meg. Műfaja kalandos filmvígjáték.
Amerikában 2001. december 6-án VHS-en, Magyarországon 2004. november 23-án adták ki DVD-n

## Cselekmény
Minden Disney mesefigura összegyűlik Mickey egér házában megünnepelni a Karácsonyt, és a vendégek a házban ragadnak a havazás miatt. Egyedül Donald kacsának nincs karácsonyi hangulata, ezért Mickey Donald és a többi vendég szórakoztatására bemutat pár karácsonyi történetet. Vendégei pedig néha dalokat énekelnek, néha vicceket mesélnek a jelenetek között.

## Összeállítások
- Donald a jégen: A Mickey egér művekben (1999)
- Pluto karácsonya: A Mickey egér rajzfilmben (1952)
- A diótörő: A Mickey egér művekben (1999)
- Mickey karácsonyi éneke (1983)

## A Disney szereplők a filmhez
- Klasszikus Disney rajzfilmek: Mickey egér, Donald kacsa, Goofy, Minnie egér, Daisy kacsa, Pluto, Ludwik Von Drake, Tiki, Niki és Viki, Chip és Dale, Kacsa nagyi, Mortimer egér, Humphey medve, Audubon Woodlore vadőr, a három kismalac, Nagy csúnya farkas, Hobo süti, Süti bíró és Bagoly professzor
- Hófehérke és a hét törpe: Hófehérke, a Mostoha királynő, a Varázstükör és a hét törpe
- Pinokkió: Pinokkió, Tücsök Tihamér, Gepetto és Stromboli
- Fantázia: A varázsseprűk és Yen Sid
- Dumbo: Dumbó és Timothy egér
- Bambi: Bambi, Toppancs és Virág
- A három lovag: Panchito
- A Dél dala – Rémusz bácsi meséi: Tapsifüles, Róka Rókus és Medve Ede
- Mickey egér, Donald kacsa és Goofy Csodaországban: Willie óriás és Bongo
- Hamupipőke: Hamupipőke, Jackie, Gusti és az egerek
- Alice Csodaországban: Alice, a Fehér nyuszi, a Vigyor kandúr, Subi-Dám, Subi-Dum, a Kalapos, a Szívkirálynő, a Szívkirály, a flamingó és a kenyér-pillangók
- Pán Péter: Pán Péter, Csingiling, Wendy Darling, John Darling, Michael Darling és Hook kapitány
- Susi és Tekergő: Susi és Tekergő
- Csipkerózsika: Csipkerózsika, Fülöp herceg és Demona
- 101 kiskutya: Pongo, Perdita és Ezredes
- A kőbe szúrt kard: Merlin és Madame Mim
- Mary Poppins: A pingvin pincérek
- A dzsungel könyve: Maugli, Balu, Lajcsi király és Ká
- Robin Hood: Little John és a Notthingham-i bíró
- Micimackó kalandjai: Micimackó, Malacka, Róbert Gida, Tigris, Nyuszi, Füles, Bagoly, Kanga és Zsebibaba
- A mentőcsapat: Madame Medúza
- Peti sárkánya: Elliott
- A kis hableány: Ariel, Eric és Ursula
- A szépség és a szörnyeteg: Belle, Szörnyeteg, Lumiere, Cogsworth, Mrs. Potts, Chip és Pamacs
- Aladdin: Aladdin, Jázmin, Giene, Jafar, Jago és a varázsszőnyeg
- Az oroszlánkirály: Simba, Nala, Zazu, Rafiki, Timon és Pumbaa
- Pocahontas: Meeko és Ratcliffe kormányzó
- A Notre Dame-i toronyőr: Hugo, Victor és Laverne
- Herkules: Herkules, Megara, Hádész, Pech és Pánik
- Mulan: Mulan, Mushu és Cilip
- Eszeveszett birodalom: Kuzco

## Televíziós megjelenések
Disney Channel 